# Hans Langsdorff
Hans Wilhelm Langsdorff (ur. 20 marca 1894, zm. 19/20 grudnia 1939) – niemiecki oficer marynarki wojennej. Najbardziej znanym epizodem jego życia był udział w bitwie u ujścia La Platy, gdzie dowodził pancernikiem kieszonkowym (niem. Panzerschiff) „Admiral Graf Spee”.

## Życiorys

### Młodość i wczesna służba
Langsdorff urodził się w Bergen na wyspie Rugia. W roku 1898 jego rodzina przeniosła się do Düsseldorfu. W roku 1912 rozpoczął naukę w Akademii Morskiej w Kilonii, choć rodzice odradzali mu tego rodzaju karierę. W czasie I wojny światowej porucznik Langsdorff zasłużył się w bitwie jutlandzkiej (1916), za co otrzymał Żelazny Krzyż II klasy.
W roku 1923 oddelegowany do Drezna, poznał Ruth Hager, którą w następnym roku poślubił. 14 grudnia 1924 urodził mu się syn Johann. Od października 1925 pracował w Ministerstwie Obrony w Berlinie, gdzie odpowiedzialny był za koordynację stosunków pomiędzy marynarką a wojskami lądowymi. W roku 1927 dowodził flotyllą torpedowców. W kwietniu 1930 awansował na stopień komandora porucznika. Rok później znów skierowano go do pracy administracyjnej.
W latach 1936–1937 służył na pokładzie „pancernika kieszonkowego” - krążownika „Admiral Graf Spee” i uczestniczył w patrolowaniu wód hiszpańskich w ramach pomocy dla sił generała Francisco Franco w czasie wojny domowej w Hiszpanii. 1 stycznia 1937 awansował na stopień komandora (Kapitän zur See), a w październiku roku 1938 został dowódcą „Admirala Grafa Spee”.

### II wojna światowa
21 sierpnia 1939 „Admiral Graf Spee” wyruszył w kierunku południowego Atlantyku, gdzie z nastaniem wojny miał za zadanie atakować statki nieprzyjaciela (głównie brytyjskie). Po wybuchu wojny, łącznie udało mu się zatopić lub unieszkodliwić dziewięć brytyjskich statków handlowych o łącznym tonażu przekraczającym 50 000 ton, nie powodując przy tym ofiar w ludziach (ani własnych ani przeciwnika).
13 grudnia 1939 doszło do starcia znanego jako bitwa u ujścia La Platy, kiedy to „Admiral Graf Spee” został odnaleziony przez brytyjski zespół Force G - dowodzony przez komandora Henry'ego Harwooda. Zespół składał się z krążownika ciężkiego HMS „Exeter” i dwóch krążowników lekkich HMS „Ajax” i HMNZS „Achilles”. Część historyków uważa, że Langsdorff popełnił błąd taktyczny: winien on był utrzymywać duży dystans i skierować najpierw ogień na ciężki krążownik („Exeter”) tak, aby zatopić go zanim „Admiral Graf Spee” znalazłby się w zasięgu ognia mniejszych okrętów. Zamiast tego Langsdorff rozdzielił ogień pomiędzy trzy cele. Samą bitwę uznać można za nierozstrzygniętą. „Exeter”, na skutek uszkodzeń po pół godzinie musiał wycofać się w rejon Falklandów, a „Admiral Graf Spee” również doznał na tyle silnych uszkodzeń, że skierował się do portu Montevideo w Urugwaju by tam dokonać niezbędnych napraw.
Władze Urugwaju postąpiły zgodnie z zasadą neutralności i zezwoliły na przebywanie okrętu jedynie przez 72 godziny (do 20.00 17 grudnia 1939). Gdyby okręt pozostał w porcie dłużej, musiałby zostać internowany na okres trwania wojny. Langsdorff skonsultował się z Berlinem i otrzymał rozkaz, że w żadnym wypadku nie może dopuścić do internowania w Urugwaju (uważanym za probrytyjski), lecz ma przedostać się do Buenos Aires w Argentynie. Tymczasem siły brytyjskie zablokowały wyjście z portu (a raczej udało im się stworzyć takie wrażenie dzięki wysiłkom propagandowym). Nie widząc innego wyjścia Langsdorff zdecydował się samozatopić „Admirala Grafa Spee”. Sam wraz z załogą został ewakuowany do Buenos Aires.
W nocy z 19 na 20 grudnia 1939 Langsdorff popełnił samobójstwo, strzelając do siebie z pistoletu. Zostawił list pożegnalny o następującej treści:

Jedynie moją śmiercią mogę dowieść, że marynarze Trzeciej Rzeszy są gotowi umrzeć broniąc honoru bandery. Ponoszę odpowiedzialność za zatopienie pancernika „Admiral Graf von Spee”. Jestem szczęśliwy płacąc moim życiem za jakiekolwiek możliwe uchybienie honoru bandery. Wychodzę naprzeciw mojemu losowi z głęboką wiarą w sprawę, przyszłość narodu i mojego führera.

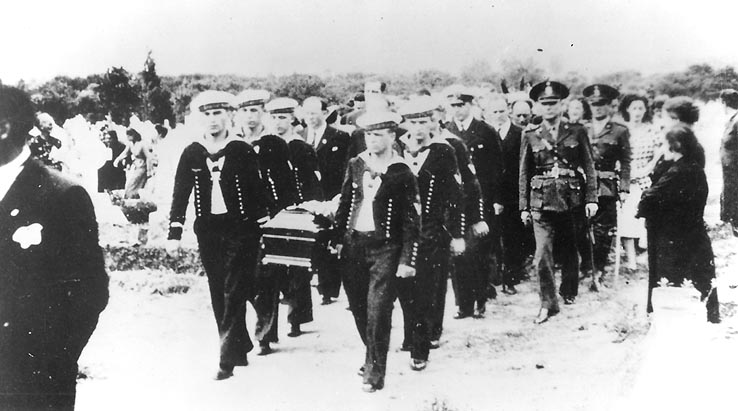
Pogrzeb kpt. Langsdorff'a w Buenos Aires

Fakt, że na samobójstwo zdecydował się dopiero po trzech dniach stał się źródłem rozmaitych spekulacji. Część badaczy twierdzi, że zdecydował się na ten krok, gdyż właśnie wtedy otrzymał wiadomość, iż okręty brytyjskie, które miały rzekomo blokować ujście znajdują się w Buenos Aires, pancernik miał więc możliwość ucieczki i nie było potrzeby go zatapiać. Nie da się też wykluczyć, że to władze nazistowskich Niemiec zmusiły (a przynajmniej przekonały) komandora do samobójstwa.
Hans Langsdorff został pochowany w części niemieckiej cmentarza La Chacarita w Buenos Aires. W kondukcie żałobnym uczciły go obie strony konfliktu.

## Spekulacje
Istnieje teoria spiskowa, iż samobójstwo było sfingowane. Tę wersję przedstawia Silvain Reiner, gdzie zwraca uwagę między innymi na fakt, iż ciało zmarłego miały widzieć jedynie dwie osoby (ordynans i pracownik ambasady), nie wezwano nawet lekarza do stwierdzenia zgonu. Dalej Reiner stwierdza, że późniejszy prezydent Argentyny Juan Perón miał później gościć kapitana Langsdorffa w swoim apartamencie przy Calle Posadas.

## Langsdorff w filmie
Kapitan Langsdorff jest jednym z głównych bohaterów nakręconego w 1956 opartego na faktach filmu fabularnego The Battle of the River Plate (pol. tytuł "Bitwa o ujście rzeki"). Rolę kapitana Langsdorffa gra tam Peter Finch. Kapitan przedstawiony jest jako człowiek honoru, życzliwie odnoszący się również do wrogów. W filmie dużo miejsca zajmuje wątek dotyczący przyjaznych relacji pomiędzy Langsdorffem a wziętym do niewoli brytyjskim kapitanem Patrickiem Dove, granym przez Bernarda Lee (film w dużej mierze oparty był na pamiętniku kapitana Dove, a on sam udzielał konsultacji do filmu). Film kończy się w momencie gdy Langsdorff po zatopieniu swego okrętu udaje się do Buenos Aires, omija więc kwestię samobójstwa.

## Patron ulicy
W roku 2004 w mieście Ajax w Kanadzie jedną z ulic (liczącą 52 domy) nazwano Langsdorff Drive. Pomysł wziął się stąd, iż nazwa miasteczka pochodzi od okrętu HMS „Ajax” – uczestnika bitwy u ujścia La Platy. Wiele nazw ulic wiąże się z tym wydarzeniem. Jedną z ulic postanowiono więc nazwać imieniem dowódcy przeciwnej strony. Większość osób (w tym brytyjscy weterani) zaakceptowała decyzję, gdyż kapitan Langsdorff pamiętany był jako człowiek ceniący honor, humanitarnie traktujący przeciwnika i mający silne poczucie obowiązku. W ceremonii zasadzenia pamiątkowego drzewka przy Langsdorff Drive uczestniczyli córka kapitana Inge Nedden i jej mąż Ruediger.